# Szokolyai Baptista Gyülekezet
A Szokolyai Baptista Gyülekezet 1892-ben jött létre a Börzsöny egyik településén Szokolyán. A baptista misszió első hírnöke a faluban Seres Sámuel evangélista volt, akinek igehirdetései nyomán még abban az évben megtörtént az első bemerítés is. A XX. század második felében már önálló gyülekezetté, sőt körzeti központtá, illetve anyagyülekezetté lett a gyülekezet. 1960 táján alakult a kosdi és a váci misszió, melyek később önálló körzeti állomássá váltak. A váci gyülekezet önállósodása folytán az új körzet Szokolya és Kosd állomással folytatta életét, majd a kosdi gyülekezet is önállóvá lépett elő; így jelenleg nincs külön körzeti állomása.

## Lelkipásztorok
A Szokolyai Baptista Gyülekezet lelkipásztorai időrendi sorrendben.
- Bera Makrai József (1893–1900)
- Varga József (1900–1938)
- Herjeczki András (1945–1958)
- Mészáros Kálmán (1958–1963)
- Dobner Béla (1963–1970)
- Herjeczki András (1970–1976)
- Hargas Gyula (1976–1986)
- Csuhai József (1986–1995)
- Marton Zsolt (1995–2006)
- Floch Gábor Barnabás (2006–2016)
- Merényi Zoltán (2017–2019)
- Gáspár Botond (2020-tól)

## Imaház
A Szokolyai Baptista Gyülekezet plántálása 1890-ben kezdődött meg Lakati Istvánné lakásán. Ezután több helyütt gyűltek össze a közösségre vágyó testvérek. Második összejöveteli helyük Tóth Andrásné Szórágy Mária Fő úti lakásában volt. Harmadik helyük Varga József prédikátor háza, majd a Viski Sándortól vett ház, melyet később imaházzá alakítottak, majd eladtak.
A jelenleg is használatban levő imaház a Dózsa György utca 3. szám alatt található, átadására 1948. október 17-én került sor. Az épület az idők során bemerítő medencével, kisteremmel bővült, majd az utca átellenes oldalán lelkipásztori lakás és ifjúsági terem is helyet kapott.